# Denticerus rousseti
Denticerus rousseti är en skalbaggsart som beskrevs av Mourglia och Teocchi 1994. Denticerus rousseti ingår i släktet Denticerus och familjen långhorningar.
Artens utbredningsområde är Togo. Inga underarter finns listade i Catalogue of Life.